# Human Interaction
Human Interaction è un singolo del gruppo musicale australiano Tonight Alive, il primo estratto dal loro terzo album in studio Limitless, pubblicato il 30 ottobre 2015 dalla Sony Music.

## Video musicale
Il video ufficiale del brano, pubblicato il 29 ottobre 2015, vede la sola Jenna McDougall cantare il brano prima all'interno di una stanza videosorvegliata e poi, alla fine, su un promontorio davanti alla riva del mare.

## Tracce
Testi e musiche di Jenna McDougall, Whakaio Taahi e David Hodges.
1. Human Interaction – 3:36

## Formazione
Tonight Alive
- Jenna McDougall – voce
- Whakaio Taahi – chitarra solista, tastiera
- Jake Hardy – chitarra ritmica
- Cam Adler – basso
- Matt Best – batteria, percussioni

Altri musicisti
- David Hodges – pianoforte
- Douglas Allen – tastiera, programmazione, effetti
- Steve Solomon – tastiera, programmazione
- Brian Robbins – programmazione
- Greg Johnson – effetti